# Dancer's Image
Dancer's Image, född 10 april 1965 i Maryland, död 16 december 1992 i Japan, var ett engelskt fullblod, mest känd för att ha varit den första hästen som diskvalificerats efter att ha segrat i Kentucky Derby (1968).

## Bakgrund
Dancer's Image var en gråskimmelhingst efter Native Dancer och under Noors Image (efter Noor). Han föddes upp och ägdes av Peter D. Fuller. Han gick ursprungligen under namnet A.T.'s Image till minne av Fullers far. Han tränades under tävlingskarriären av Lou Cavalaris Jr..
Dancer's Image tävlade mellan 1967 och 1968 och sprang in totalt 236 636 USD på 24 starter, varav 12 segrar, 5 andraplatser och 1 tredjeplats. Han tog karriärens största segrar i Clarendon Stakes (1967), Grey Stakes (1967), Vandal Stakes (1967), Maryland Futurity Stakes (1967) och Wood Memorial Stakes (1968). Han var även först över mållinjen i Kentucky Derby (1968), men diskvalificerades senare efter att olagliga preparat hittats i dopingprov efter löpet.

## Karriär
Under tävlingskarriären plågades Dancer's Image av ömma fotleder. Söndagen innan Kentucky Derby fick han en dos fenylbutazon, ett icke-steroid antiinflammatoriskt läkemedel (NSAID) som vanligtvis används för att lindra inflammation i lederna, av en veterinär. Vid den tiden var det förbjudet för en häst att ha fenylbutazon i kroppen under en tävlingsdag på Churchill Downs. Dancer's Images veterinär och skötare trodde dock att medicinen skulle gå ur kroppen i tid till Kentucky Derby.
I 1968 års Kentucky Derby startade Dancer's Image som andrahandsfavorit efter Calumet Farms häst Forward Pass, som segrat i Florida Derby och Blue Grass Stakes. Lördagen den 4 maj 1968 segrade Dancer's Image i Kentucky Derby, men diskvalificerades sedan efter att spår av fenylbutazon upptäcktes i det obligatoriska urinprovet efter löpet. Diskvalificeringen tillkännagavs tisdagen den 7 maj, där Forward Pass som kommit tvåa utsågs till ny segrare. Dancer's Image flyttades till sista plats. Kontroversen fyllde sportnyheterna i Nordamerikansk media och blev en omslagsartikel i Sports Illustrated, som hänvisade till den som "årets stora sportberättelse."
Nästa diskvalificering av en segrare i Kentucky Derby skedde 2019, då Maximum Security diskvalificerades för att ha stört flera andra hästar under löpet.
Dancer's Image deltog även i 1968 års Preakness Stakes där han slutade trea efter Forward Pass. Han diskvalificerades dock igen och placerades på åttonde plats, denna gång för att ha stört hästen Martins Jig.
Fortsatta fotledsproblem resulterade i att Dancer's Image avslutade sin tävlingskarriär efter löpet.

### Som avelshingst
Dancer's Image syndikerades och stallades upp som avelshingst på Glade Valley Farms i Frederick, Maryland. Så småningom sålde hans ägare honom och 1974 skickades han till ett stuteri på Irland. 1979 skickades han till Haras du Quesnay i Deauville, Frankrike. Under sin tid i Europa blev han far till bland annat Godswalk, Lianga och Saritamer. Dancer's Image skickades senare till ett stuteri i Japan, där han dog vid 27 års ålder den 26 december 1992.

## Stamtavla
| Efter Native Dancer (USA) 1950 | Polynesian (USA) 1942    | Unbreakable      | Sickle              |
| Efter Native Dancer (USA) 1950 | Polynesian (USA) 1942    | Unbreakable      | Blue Glass          |
| Efter Native Dancer (USA) 1950 | Polynesian (USA) 1942    | Black Polly      | Polymelian          |
| Efter Native Dancer (USA) 1950 | Polynesian (USA) 1942    | Black Polly      | Black Queen         |
| Efter Native Dancer (USA) 1950 | Geisha (USA) 1943        | Discovery        | Display             |
| Efter Native Dancer (USA) 1950 | Geisha (USA) 1943        | Discovery        | Ariadne             |
| Efter Native Dancer (USA) 1950 | Geisha (USA) 1943        | Miyako           | John P Grier        |
| Efter Native Dancer (USA) 1950 | Geisha (USA) 1943        | Miyako           | La Chica            |
| Undan Noor's Image (USA) 1953  | Noor (GB) 1945           | Nasrullah        | Nearco              |
| Undan Noor's Image (USA) 1953  | Noor (GB) 1945           | Nasrullah        | Mumtaz Begum        |
| Undan Noor's Image (USA) 1953  | Noor (GB) 1945           | Queen of Baghdad | Bahram              |
| Undan Noor's Image (USA) 1953  | Noor (GB) 1945           | Queen of Baghdad | Queen of Scots      |
| Undan Noor's Image (USA) 1953  | Little Sphinx (USA) 1943 | Challenger       | Swynford            |
| Undan Noor's Image (USA) 1953  | Little Sphinx (USA) 1943 | Challenger       | Sword Play          |
| Undan Noor's Image (USA) 1953  | Little Sphinx (USA) 1943 | Khara            | Kai-Sang            |
| Undan Noor's Image (USA) 1953  | Little Sphinx (USA) 1943 | Khara            | Decree (Family 4-r) |